# 1991年ソ連国内軍ヘリ撃墜事件
1991年ソ連国内軍ヘリ撃墜事件（1991ねんソれんこくないぐんヘリげきついじけん）は、ナゴルノ・カラバフ戦争中の1991年11月20日、ナゴルノ・カラバフ自治州内カラケンドで、国際停戦監視団の搭乗するソビエト連邦国内軍所属の輸送ヘリが、アルメニア人武装勢力により撃墜され、搭乗員22名全員が死亡した事件。アゼルバイジャン側からはカラケンドの惨事（アゼルバイジャン語: Qarakənd faciəsi）と呼ばれる。

## 事件と調査
当日の現地時間 (UTC+4) 14時42分、ナゴルノ・カラバフ自治州（自治州側は、すでに「ナゴルノ・カラバフ共和国」を自称して9月2日に独立宣言を行っていた）のマルトゥニ地区カラケンドから3キロメートルの地点で、乗員含め計22人が搭乗したソビエト連邦国内軍所属のMi-8が墜落した。搭乗者にはアゼルバイジャン共和国の元政府高官やジャーナリスト、そしてロシア共和国とカザフ共和国からの停戦監視団員が含まれていた。ヘリは、直前にロシア＝カザフ間で取り決められたジェレズノヴォツク共同宣言 (en) に基づく停戦を監視するために、アゼルバイジャン側の代表を伴い、自治州外のアグダムから、紛争のただ中にあった自治州内マルトゥニに向かう予定であった。
事件直後にタス通信が「ナゴルノ・カラバフ共和国」側のソースにより報じた内容は、ヘリが霧の中で岩場に衝突した、というものであった。しかし、その後の調査で機体の胴にロケット砲の爆発のような穴が確認されたため、パイロットエラーや悪天候を原因とする説は弱まった（また、事件当時の現場の視界は6-8キロメートルあった）。軍が現場に到着した時には、ヘリの装置やジャーナリストの撮影機材、犠牲者たちの貴重品、そして12丁の拳銃はすでに略奪された後であった（遺体の一部が持ち去られたとの主張もある）。しかしブラックボックスは現場に残されており、これは調査のためバクーへ送られた。
ヘリには3度の砲撃を受けた跡があり、ローターや機体の穴から、攻撃手段は大口径の戦車砲、PKや14.5mm口径のPKTVであろう、と調査団は推定した。また、未確認の報道によれば死体にも弾痕があり、事件直後に現場で正体不明のヘリや現場に向かう緑色のGAZ-56 (ru) を目撃したとの証言も挙がっている。事件の翌21日には、現場に国内軍少将のヴャチェスラフ・ポノマリョフが到着し、アゼルバイジャン大統領の了解のもと、さらに連邦検事総長のニコライ・トルービン (ru) や連邦検察局長、航空工学専門家、軍事検察官や連邦内務副大臣もアゼルバイジャンへ入った。
同じく21日、調査団団長のアディル・アガエフは、ヘリは地上からの大口径の武器によって撃墜され、現場からは武器や撮影機材が持ち去られていた、とテレビ放送で発表した。これに対して、人民代議員大会に「ナゴルノ・カラバフ共和国」とアルメニアから出席していたゾリ・バラヤン、ヴィクトル・アンバルツミャン、ゲンリフ・イギチャン (hy)、ソス・サルグシアンは、アルメニア人武装勢力は潔白であるとソビエト連邦中央テレビで訴えた。さらに、「事件直後の現場に、ナジーブッラーのアドバイザーであったアゼルバイジャン共産党元第二書記のヴィクトル・ポリャニチコがいたことは偶然ではない。彼は2年に渡ってカラバフで煽動活動に従事していた」と主張した（ポリャニチコはアゼルバイジャン側が設置した自治州管理委員会の長であった）。

## 余波
犠牲者たちの葬儀は、11月22日にバクーで開催された。アルメニア大統領のレヴォン・テル＝ペトロシャンや首相のフラント・バグラティアンなどのアルメニア高官らは、アゼルバイジャン、ロシア、カザフ各国の指導者に宛て、哀悼の意を記した手紙を送った。ジェレズノヴォツク共同宣言のアルメニア側全権であったバブケン・アラルクツアン (ru) も、共同宣言の各国代表団に対して弔電を打った。同時期にモスクワで開催されていたG7の代表らも、犠牲者の遺族に対し哀悼の意を表明した。しかし結局は、この事件によってジェレズノヴォツク共同宣言も、また紛争の和平交渉もすべてが無に帰すこととなった。
アルメニア側は撃墜は過失であったと説明し、「ナゴルノ・カラバフ共和国」側はヘリの墜落原因は不明であると回答した。しかし、アゼルバイジャン国家保安省は事件をテロ行為であると規定した。アゼルバイジャン国内ではこの事件はアルメニア人のテロリズムの陰謀と解されており、事件後のバクーでは自然発生的に数千人の群衆がデモを行い、アゼルバイジャン最高会議 (ru) と大統領のアヤズ・ムタリボフに対し、カラバフの秩序を回復できないのであれば辞任せよと迫った。そして、アゼルバイジャン議会は11月26日、ナゴルノ・カラバフ自治州の解体と自治制度の廃止を決議するに至った。

## 犠牲者
22名の犠牲者の詳細は以下の通り。
アゼルバイジャンの人物
- トフィグ・イスマイロフ (az) - 国務長官
- イスマト・ガイボフ（ロシア語版） - 検事総長
- マハンマト・アサドフ（英語版） - 国務アドバイザー
- ズルフィ・ハジエフ（英語版） - 副首相
- ヴァギフ・ジャファロフ (az) - 議員
- ヴェリ・マンマドフ (az) - 議員
- オスマン・ミルザエフ (en) - 大統領府長官
- グルバン・ナマザリエフ (az) - 開拓・水資源第一副大臣
- ラフィグ・マンマドフ - 国務次官補
- アリ・ムスタファエフ (en) - 国営放送記者
- アリフ・ヒュセインザーデ - 国営放送照明係
- ファフラッディン・シャフバゾフ (az) - 国営放送カメラマン

自治州の人物
- イーゴリ・プラフスキー - 検察官
- ウラジーミル・コヴァリョーフ - 総務長官・少将
- セルゲイ・イヴァノフ - 保安長官
- ニコライ・ジンキン - 臨時司令官

カザフ共和国の人物
- サンラル・セリコフ - 内務副大臣・少将

ロシア共和国の人物
- ミハイル・ルカショフ - 民警少将
- オレグ・コチェレフ - 中佐

ヘリ乗員
- ヴャチェスラフ・コトフ - 機長
- ゲンナジー・ドモフ - 乗員
- ドミトリー・ヤロヴェンコ - 乗員